# 大柳町 (浜松市)
大柳町（おおやぎちょう）は静岡県浜松市中央区の町名。丁番を持たない単独町名である。住居表示未実施。

## 地理
浜松市中央区の東部、芳川地区の南西部に位置する。東で下江町及び鼡野町（ねずみのちょう）、西で寺脇町及び福塚町、南で江之島町及び西島町、北で恩地町及び都盛町と接する。

### 河川
- 芳川

### 学区
小学校・中学校の学区は以下の通りである。
- 浜松市立芳川小学校
- 浜松市立東陽中学校

## 歴史

### 町名の由来
詳しい由来は不明だが、平安時代に書かれた和名抄には大楊郷（おおやなぎごう）と記されており古来からある地名であるといえる。

### 沿革
- 1889年（明治22年）4月1日 - 町村制の施行により、長上郡大柳村・八反畑村が周辺の村と合併して長上郡芳川村となる[WEB 8]。旧村名は芳川村の大字として残る[書籍 2]。
- 1896年（明治29年）4月1日 - 郡制の施行により、芳川村の所属郡が浜名郡に変更となる。
- 1954年（昭和29年）7月1日 – 芳川村が浜松市に編入される。
- 1955年（昭和30年） - 大字大柳が大字八反畑を編入するとともに大柳町へ住所表記を変更する[WEB 9]。
- 1969年（昭和44年）10月27日 - 浜松バイパスが開通する。
- 1993年（平成5年）12月9日 - 浜松バイパスが4車線化する。
- 2007年（平成19年）4月1日 - 浜松市が政令指定都市となる。大柳町は南区の一部となる。
- 2024年（令和6年）1月1日 - 浜松市の行政区再編により、大柳町は中央区の一部となる。

## 施設
- 高橋刃物工業 本社
- 鈴覚 本社
- 共和サポートアンドサービス 本社（共和レザーの関連会社）
- 石井産業 大柳本社
- デイリーヤマザキ浜松大柳店
- 臨済宗方広寺派 松江山 冨泉寺
- 三社神社

## 交通

### 道路
- 国道1号（浜松バイパス）[書籍 3]
- 静岡県道316号舞阪竜洋線（掛舞線）[書籍 4]
- 浜松市道大柳河輪線（雁追山通り）[WEB 10][WEB 11]
- 浜松市道大柳9号線（弥平通り）[WEB 10][WEB 11]
- 浜松市道大柳19号線（屋敷通り）[WEB 10][WEB 11]
- 浜松市道下江3号線（東陽中学通り）[WEB 10][WEB 11]

## その他

### 警察
警察の管轄区域は以下の通りである。
| 番・番地等 | 警察署       | 交番・駐在所 |
| ---------- | ------------ | ------------ |
| 全域       | 浜松東警察署 | 富屋町交番   |

### 消防
消防の管轄区域は以下の通りである。
| 番・番地等 | 消防署   | 本署/出張所 |
| ---------- | -------- | ----------- |
| 全域       | 南消防署 | 芳川出張所  |

### 書籍
1. ↑  『わが町文化誌 水と光と緑のデルタ』浜松市南陽公民館、1991年10月22日、27頁。
2. ↑  『浜松市史 三』浜松市役所、1980年3月26日、176頁。
3. ↑  『わが町文化誌 水と光と緑のデルタ』浜松市南陽公民館、1991年10月22日、66,67頁。
4. ↑  『わが町文化誌 水と光と緑のデルタ』浜松市南陽公民館、1991年10月22日、67,68頁。

### WEB
1. ↑  “h02_22.csv”.   総務省 (2022年2月10日). 2024年7月31日閲覧。
2. ↑  “chuouku_menseki.xlsx”.   浜松市 (2024年3月12日). 2024年7月31日閲覧。
3. ↑  “静岡県 浜松市中央区 大柳町の郵便番号 - 日本郵便”.   日本郵便. 2025年2月15日閲覧。
4. ↑  “市外局番の一覧”.   総務省 (2022年3月1日). 2024年7月31日閲覧。
5. ↑  “事業所案内及び管轄地域（事務所3件、分室3件）”.   一般社団法人静岡県自動車会議所. 2024年7月31日閲覧。
6. ↑  “住居表示実施状況／浜松市”.   浜松市 (2024年1月4日). 2024年7月31日閲覧。
7. ↑  “学校名から探す／浜松市”.   浜松市 (2024年1月1日). 2024年7月31日閲覧。
8. ↑  “historyofcities.pdf”.   静岡県総務部合併推進室・財団法人静岡県市町村振興協会. 2024年9月24日閲覧。
9. ↑  “解説ページ”.   株式会社エア. 2024年10月4日閲覧。
10. 1 2 3 4  “07aisyouhyoushiki-hyoushiki3.pdf”.   浜松市南陽協働センター (2024年7月5日). 2024年8月5日閲覧。
11. 1 2 3 4  “08aisyouhyoushiki-itizu.pdf”.   浜松市南陽協働センター (2024年7月5日). 2024年8月5日閲覧。
12. ↑  “富屋町交番｜静岡県警察”.   静岡県警察 (2024年1月1日). 2024年7月31日閲覧。
13. ↑  “消防署の町別管轄「お」／浜松市”.   浜松市 (2024年3月21日). 2024年7月31日閲覧。